# Castillo y murallas de Cullera
El Castillo de Cullera es un conjunto de arquitectura militar musulmana que se encuentra en la una zona montañosa de la localidad de Cullera (Provincia de Valencia, España).
El castillo, junto con los restos de murallas y torreones que lo circundan, forman un bien de interés cultural con número 46.21.105-015 y anotación ministerial R-I-51-0004867 de 27 de abril de 1983.
Desde 1997 alberga el Museo Municipal de Historia y Arqueología de Cullera.

## Ubicación

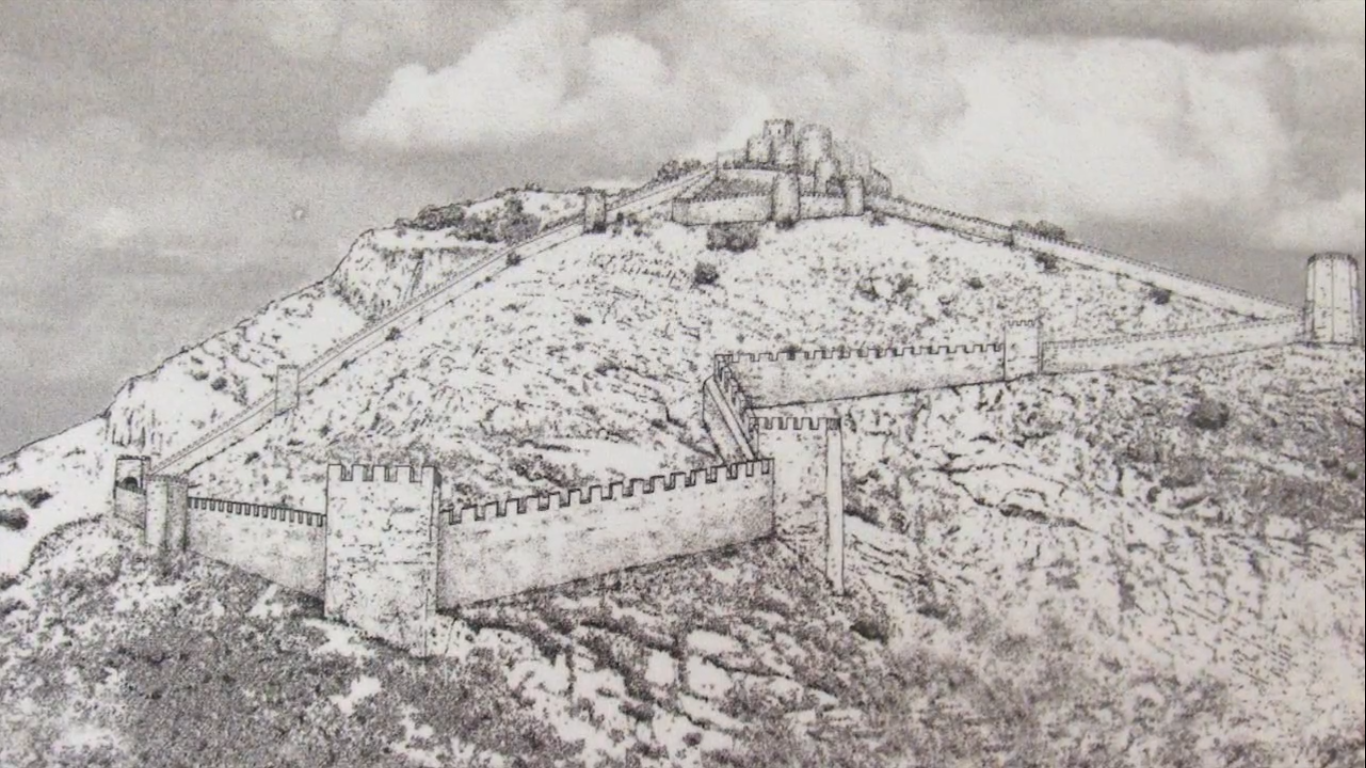
Recreación de las desaparecidas murallas.

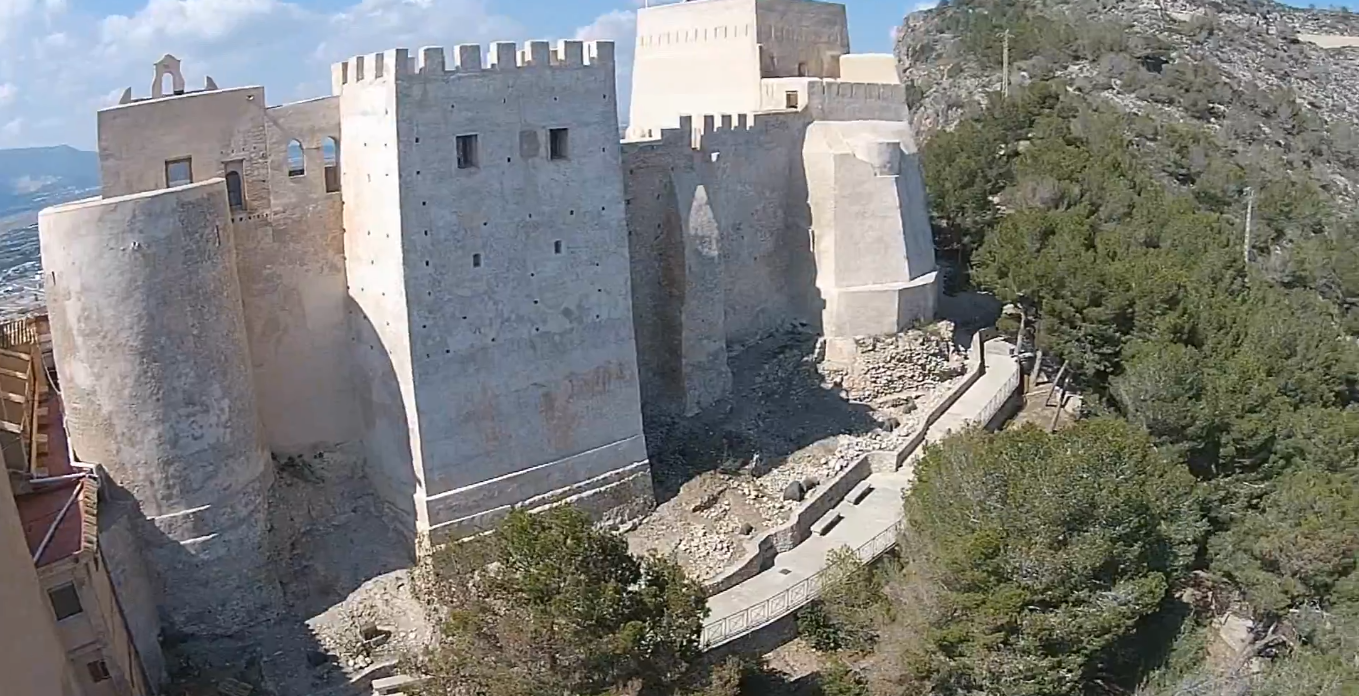
El castillo de Cullera visto desde fuera.

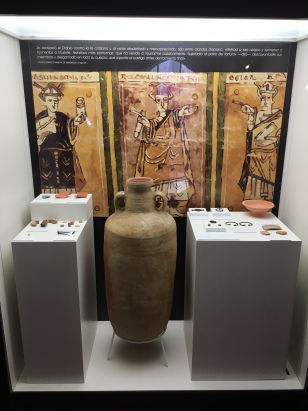
Vitrina del museo arqueológico del castillo de Cullera

El edificio se encuentra en la Montaña de los Zorros (en valenciano Muntanya de les Raboses), controlando el litoral de Cullera y la desembocadura del Júcar.

## Historia
El edificio se alzó en el siglo X, en época califal. A comienzos del siglo XI pasó a formar parte de las defensas de la Taifa de Valencia.
En el Cantar de mio Cid aparece esta localidad y su castillo: "Al rey Yúcef tres golpes le hubo dado, se le libró de la espada, pues mucho le corrió el caballo, se le metió en Cullera, un castillo como un palacio". Según el Cantar, Cullera fue saqueada por el Cid en su campaña de desgaste para debilitar Valencia. Tras la batalla de Sagunto, el Cid se dedicó a saquear diversos puntos de la taifa valenciana, en ataques rápidos que lanzaban por la noche, como Cullera, Játiva y Denia. Tras conquistar Valencia, el rey almorávide Yussuf cruzó el Estrecho con 50.000 hombres para recuperar la ciudad, pero fue derrotado por el Cid en batalla campal y terminó refugiándose en Cullera para salvar la vida.
En el 1239 pasó a manos cristianas, esta vez por el rey Jaime I. Durante la Guerra de los Dos Pedros fue tomado por los castellanos y recuperado por los aragoneses. Sirvió de defensa contra los piratas berberiscos durante el siglo XVI. En el siglo XIX volvió a tener importancia militar durante la Guerra de la Independencia y las Guerras Carlistas. Durante estas últimas se modificó la Torre Mayor, demoliendo su estancia abovedada para formar una plataforma para fusileros.
Entre 1891 y 1897 se construyó el santuario de Nuestra Señora del Castillo, obra del arquitecto José María Belda. Esta edificación supuso la supresión del albacar viejo.
El castillo ha sido restaurado recientemente concluyendo con la musealización de la Torre Mayor.

## Arquitectura
En el momento de su completitud, hacia el siglo XIV, constaba de un primer recinto amurallado, el albacar viejo, dentro del cual se encontraba el castillo, dotado de torreones de flanqueo y una torre principal de 10 metros de altura. El albacar nuevo, rodeado con una muralla y cinco torres, se encuentra a un nivel algo inferior.

### Capilla gótica
Edificio religioso, construido en el entre los siglos XV y XVI. En la segunda mitad del siglo XVI se decidió construir una sala a imagen y semejanza de la capilla, quedando unificadas formando una singular planta en forma de "L". En un principio , la función de esta ala norte no fue de capilla ampliada, sino de refectorio. Anteriormente existió un edificio islámico que poseyó un cuerpo superior y almacenes subterráneos. Actualmente la Capilla Gótica alberga el Museo Arqueológico municipal. 

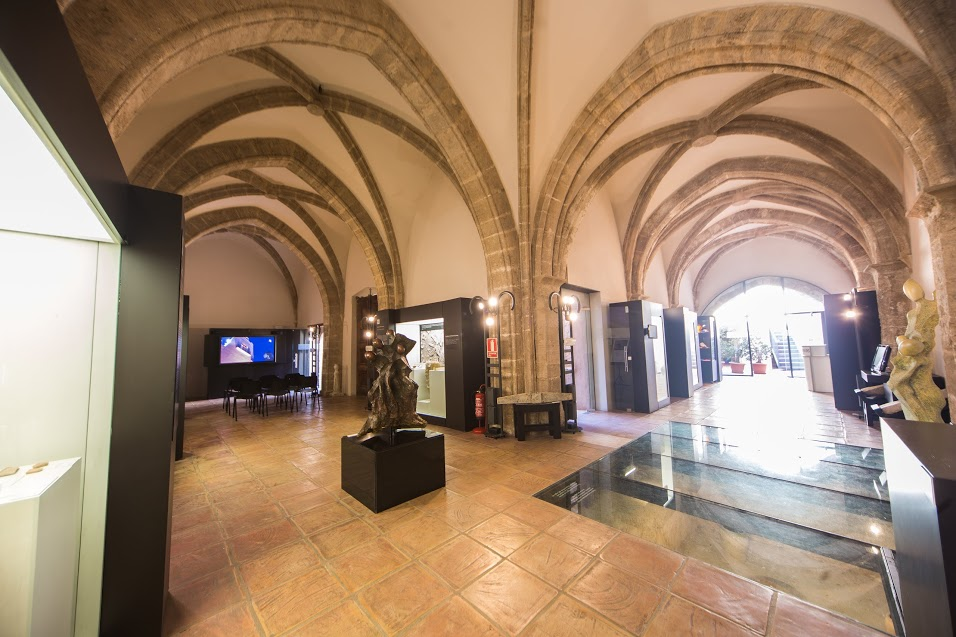
Capilla gótica

### Patio de los Aljibes
El patio es el espacio central del castillo desde donde se articulan todas las dependencias. Los aljibes son las únicas construcciones propias que alberga. El patio se encontraba en una cota mucho más baja que la actual y fue en el siglo XVI cuando se rellenó toda la superficie sin llegar a tapar los aljibes, dejando a la vista un pavimento de tierra apisonada. Posteriormente en el siglo XVIII se rellenó, solo la mitad sur del patio.

### Sala de Armas
La estancia ocupa el volumen superior de un antiguo edificio islámico como muestra el arco de herradura que fue el ingreso original hasta el siglo XVIII. Como Sala de Armas se construyó tras la edificación de la Capilla. La cubierta que se puede contemplar actualmente reproduce fielmente el original del siglo XVI. Desde la Sala de armas se accede a las dos torres más antiguas del castillo: La Torre del Raspatller y la Torre de Cap d'Altar.

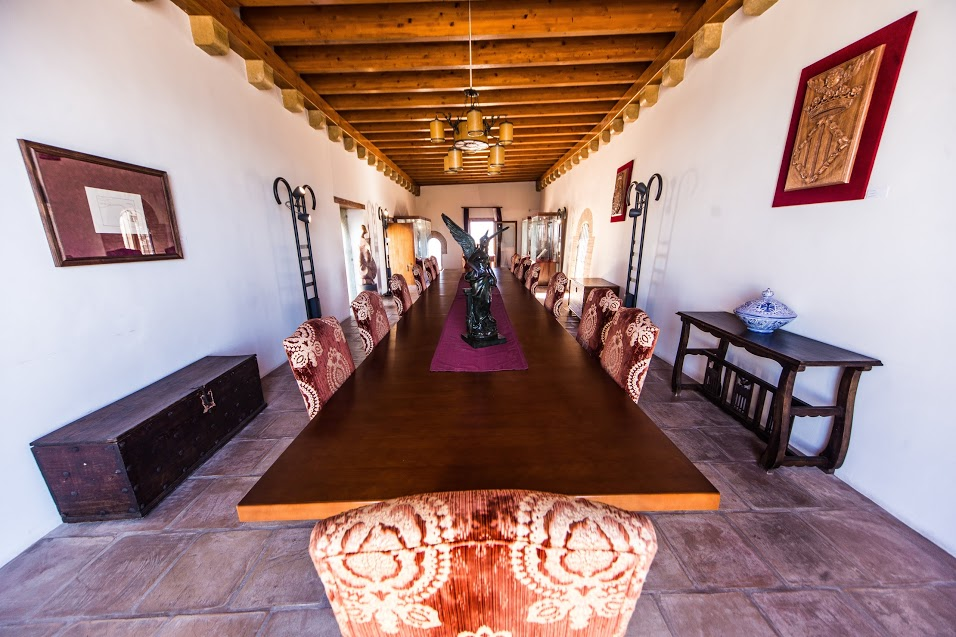
Sala de Armas

### Torre Blanca
Es una torre de planta cuadrangular construida en tres de sus lados y adosada a la muralla islámica preexistente. Fue construida entre los siglos XII y XIII y es en los memoriales de obra correspondientes a este último siglo donde se cita que en ella se almacenaba la pólvora. La Torre se levanta hasta los 16 metros de altura y posee una terraza almenada desde la que se divisaba, y se vigilaba, la bahía de Cullera.

### Baluarte
La construcción es una adaptación a las nuevas necesidades defensivas por el uso de armas de fuego y la pólvora a partir de una torre preexistente. La torre es construida con una doble función: la protección ante un ataque piro-balístico y la posibilidad de emplazamiento de piezas de artillería adecuadas para repeler cualquier ataque enemigo. Aquí se ubicó un "sacre", cañón de largo alcance.

### Torre Mayor
La Torre Mayor es una torre de planta cuadrada, de 15 metros en la base por 16 metros de altura. La cronología de la Torre Mayores muy amplia ya que posee reformas de todas las épocas. La actual construcción se erige sobre una primitiva torre, construida posiblemente entre los siglos IX y X. La Torre aparece documentada también como Torre Celóquia, Torre de Sueca o Torre Roja.

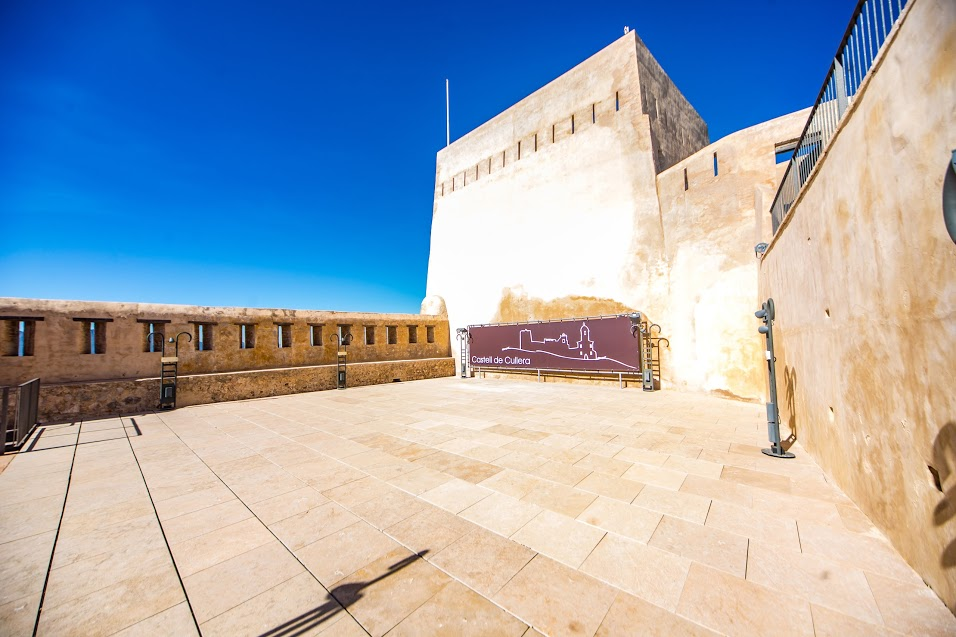
Torre Mayor y Patio
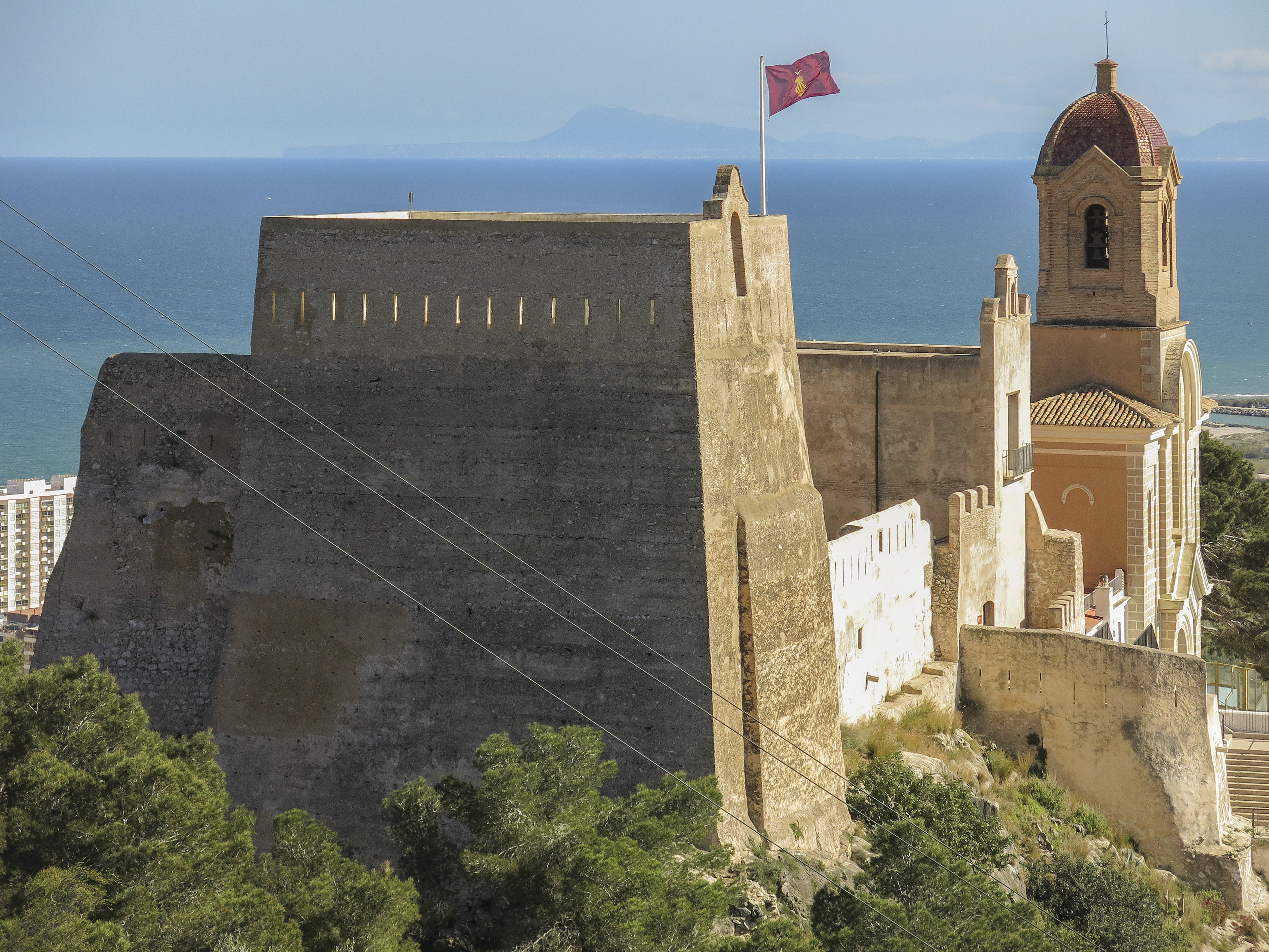
La Torre Mayor desde el exterior

## Leyenda del Castillo
La leyenda cuenta el hecho de que el rey Jaime I no pudo conquistarla en 1235 por la fuerza debido a que no encontró piedras redondas para emplearlas en sus fundíbulos y otras máquinas de guerra. Añade que fuerzas mágicas y misteriosas escondieron las piedras útiles en lugares recónditos por lo que el rey se vio forzado a levantar el asedio y, únicamente mediante un pacto celestial consiguió ocupar la ciudad en 1239. Una leyenda y un pacto celestial que se acentúa con la presencia del ángel con las alas extendidas a modo de protección que lleva en la cimera el escudo de la ciudad.
La base de la leyenda estaría en función del fracaso del monarca de conquistar la ciudad durante el asedio de 1235. Cullera y las alquerías de su término, ante el ataque, buscaron protección en la zona próxima al castillo. Jaime I utilizaría las catapultas, pero los proyectiles no podrían alcanzar la altura conveniente ni cubrir toda la superficie, protegida por dos cinturones defensivos. La misma Crónica del rey narra la razón del fracaso: no había piedras para ser lanzadas por las máquinas de guerra. Pero Jaime I tenía que ser consciente de las dificultades y también de que estas serían mayores cuando intentara el ascenso de las catapultas y de los proyectiles adecuados, por lo que la empresa estaba condenada al fracaso dada las dificultades del terreno,

## Murallas

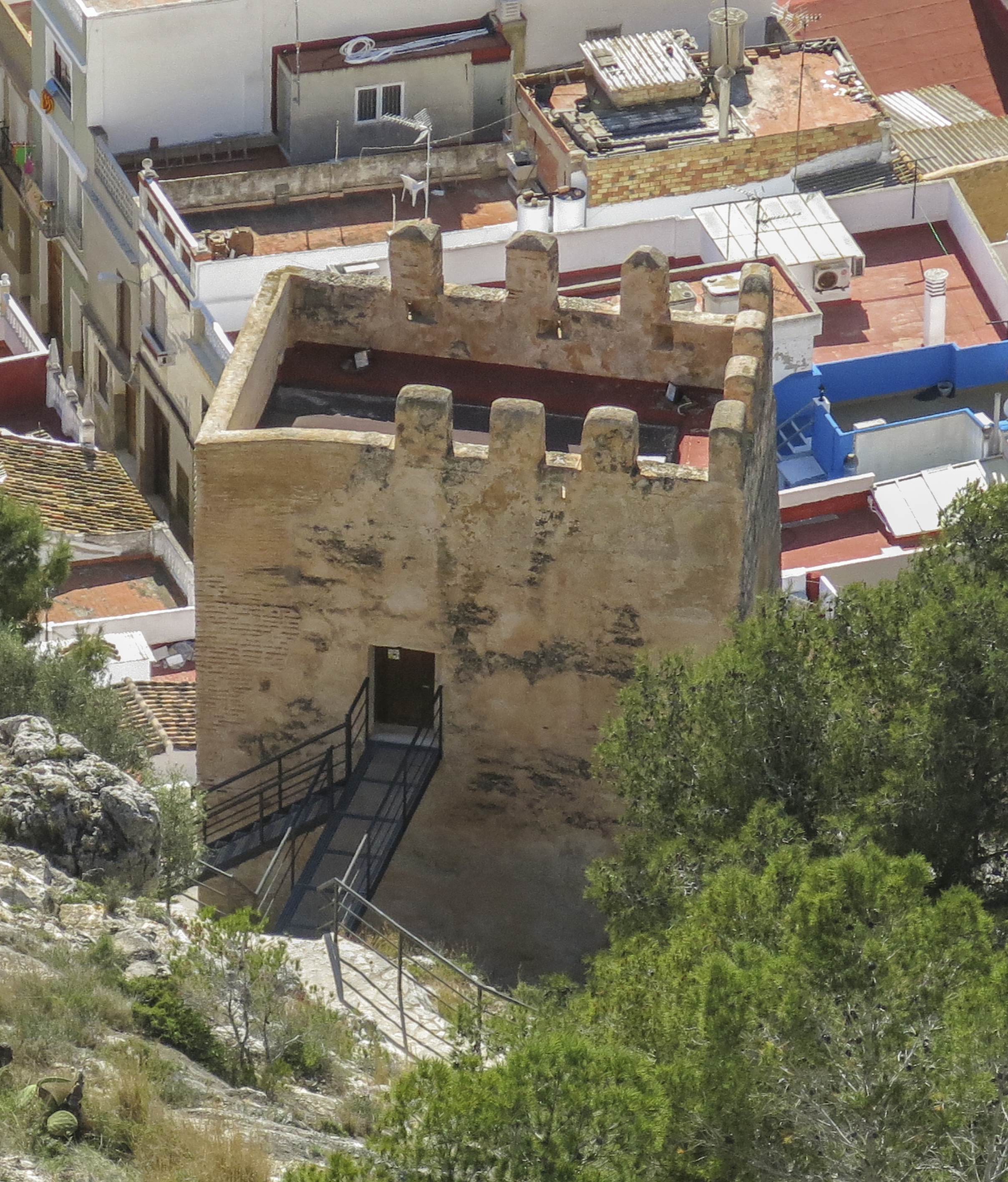
Torre del Racó, una de las cinco torres defensivas que formaban parte de la muralla que bordeaba el castillo.

En la actualidad son pocos los remanentes de las antiguas murallas que rodeaban el castillo de Cullera. Solo quedan algunos vestigios de los muros y varios torreones de defensivos que han sido restaurados.
Su trazado primitivo discurría por las actuales calles de Cervantes, Retiro, Muro de las Ánimas, Plaza de la Virgen, Doctor Alemany y Teatro. A excepción de unos lienzos en la calle Muro de las Ánimas, fueron derribadas en su totalidad en el siglo XVIII ante el crecimiento urbanístico.
Su trazado bordeaba el castillo y parte de la antigua villa, en forma de pentágono irregular. Contaba con siete torres artilladas y tres portales: Puerta del Río, Puerta de Valencia y Puerta de la Mar. Además, existía una cuarta puerta falsa (El Portell o La Portella) que recaía a la montaña y al castillo.
Las murallas fueron construidas entre 1553 y 1556 debido a los continuos ataques de los piratas berberiscos que, por esas fechas, asolaban las costas del Mediterráneo español a las órdenes del pirata otomano Dragut, quien asoló y saqueó la villa pocos años antes, lo cual motivó su construcción.
Los restos de las murallas y sus torres defensivas, por su valor histórico, fueron declaradas Bien de Interés Cultural como conjunto unido al propio castillo. Junto con sus torres defensivas, fueron restauradas en 2014.

### Torres
Existen cinco torres a los pies del castillo, en plena ladera de la montaña. Estas torres estaban unidas por las antiguas murallas y servían de defensa directa de la ciudad. Un sendero recorre todas ellas, las cuales están provistas de paneles explicativos y una de ellas es visitable en el interior.
- Torre de Santa Ana: Es una de las más destacadas pues actuó como puerta de ingreso al segundo recinto fortificado de la Albacara. Formó parte de la antigua puerta de la villa a la subida del castillo, por lo que era un punto estratégico para la defensa de la ciudad.
- Torre Miranda: De tamaño algo menor que la primera, se sitúa en la separación de la villa y la llanura litoral, fue construida en el siglo XII.
- Torre del Racó de Sant Antoni: Construida en el siglo XII.
- Torre Esmotxada: Construida en el siglo XI, es llamada así por conservarse sólo la base de una torre vigía.
- Torre Octogonal: Fue construida en el siglo XII, conforma una de las torres más singulares del conjunto, por ser uno de los pocos ejemplos de torre de planta en octógono de la península ibérica y es de estilo almohade. Su estado de ruina y el consiguiente riesgo de derrumbe conllevó una importante restauración en 2014, la cual recuperó en cierta medida su forma originaria.[7]